# Sender Hosingen

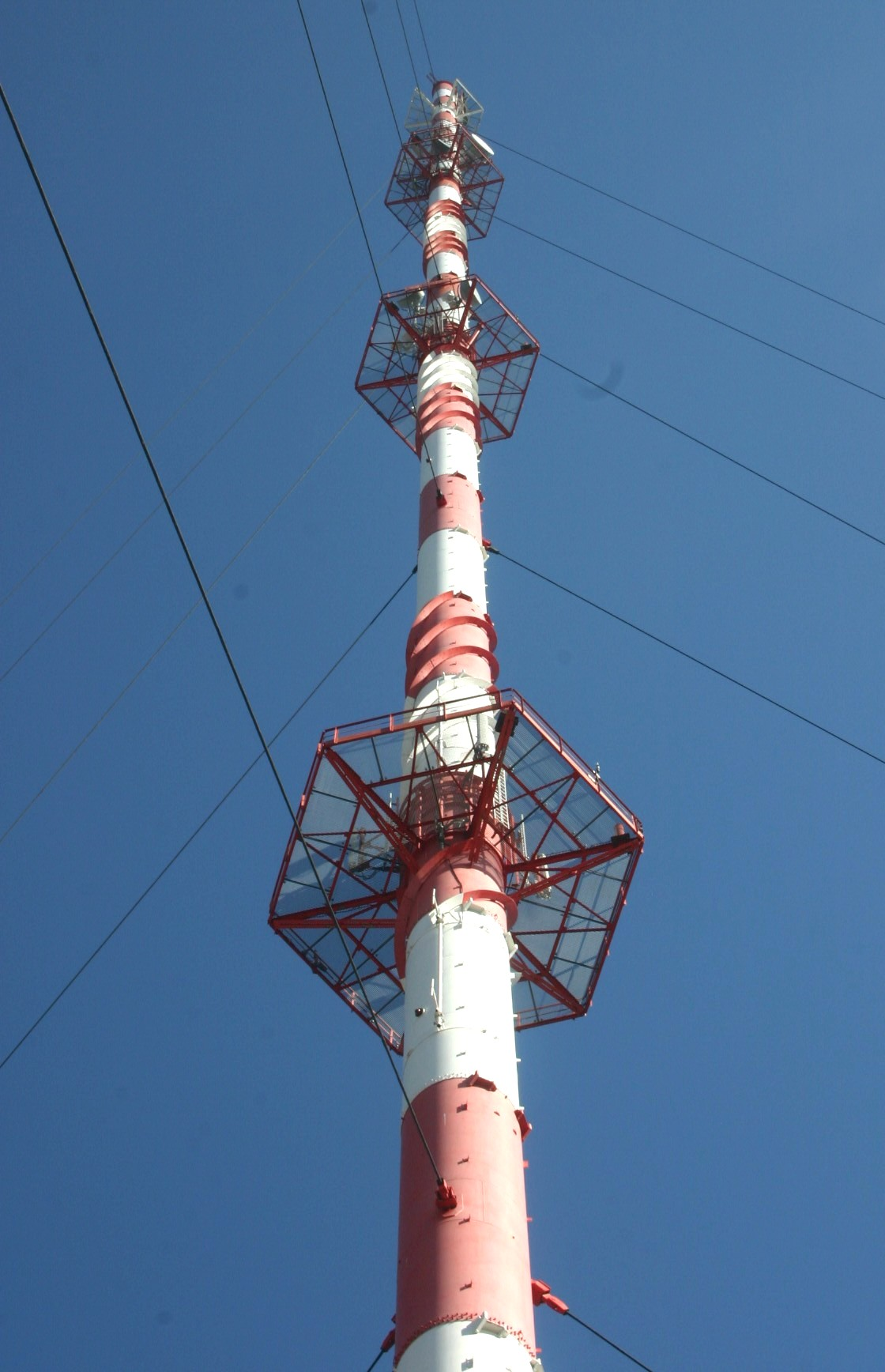
Sender Hosingen in einer Nahaufnahme

Der Sender Hosingen ist eine Sendeanlage des Broadcasting Center Europe, einer Tochtergesellschaft der RTL Group für UKW. Die Sendeanlage besteht aus einem 300 Meter hohen Stahlrohrmast mit 2 Meter Durchmesser. Es handelt sich hierbei um das höchste Bauwerk Luxemburgs.

## Geschichte
Von 1962 bis 1970 befand sich die Sendeanlage in Marnach. Am 17. Januar 1969 stürzte der dortige Sendemast um. Daher wurde im Jahr 1970 ein neuer UKW-Sender in Hosingen in Betrieb genommen.
Vor der Umstellung auf DVB-T war in Hosingen auch ein analoger Fernsehsender in Betrieb, der das niederländische Programm RTL 5 sendete.

## Aufbau
Als Hauptsender dienen zwei UKW-Sender vom Typ Telefunken S 3217 mit jeweils 10 Kilowatt Ausgangsleistung. Als Reservesender sind zwei Telefunken S 3152 mit ebenfalls jeweils 10 Kilowatt Ausgangsleistung installiert.
Die Sendeantennen für UKW befinden sich jeweils in 237 Meter Höhe (92,5 MHz) und in 285 Meter Höhe (97,0 MHz) am Sendemasten.

## Frequenzen und Programme

### Analoges Radio (UKW)
Beim Antennendiagramm sind im Falle gerichteter Strahlung die Hauptstrahlrichtungen in Grad angegeben.
Der Sender auf 97 MHz dient zur Ausstrahlung des deutschen Programms von RTL, das insbesondere in den 1970er Jahren beliebt war. Bis in den Kölner Raum wurde erheblicher Aufwand getrieben, den Sender empfangen zu können. 
Die Reichweite unter Normalbedingungen deckt neben Luxemburg die Eifel und den Hunsrück ab.
| Frequenz (MHz) | Programm                     | RDS-PS   | RDS-PI | Regionalisierung                  | ERP (kW) | Antennendiagramm rund (ND)/ gerichtet (D) | Polarisation horizontal (H)/ vertikal (V) |
| -------------- | ---------------------------- | -------- | ------ | --------------------------------- | -------- | ----------------------------------------- | ----------------------------------------- |
| 92,5           | RTL Radio Lëtzebuerg         | _RTL.lu_ | 7210   | −                                 | 50       | D                                         | H                                         |
| 97,0           | RTL – Deutschlands Hit-Radio | RTLRADIO | 7111   | Luxemburg, Trier, Eifel, Saarland | 100      | D                                         | H                                         |
| 105            | Eldoradio (Luxemburg)        |          |        |                                   | 0.1      |                                           | V                                         |

### Analoges Fernsehen (PAL)
Vor der Umstellung auf DVB-T diente der Sendestandort weiter für analoges Fernsehen.
| Kanal | Frequenz (MHz) | Programm | ERP (kW) | Sendediagramm rund (ND)/ gerichtet (D) | Polarisation horizontal (H)/ vertikal (V) |
| ----- | -------------- | -------- | -------- | -------------------------------------- | ----------------------------------------- |
| 21    | 471,25         | RTL 5    | 0,3      | D                                      | H                                         |